# Pieschelsche Anstalt

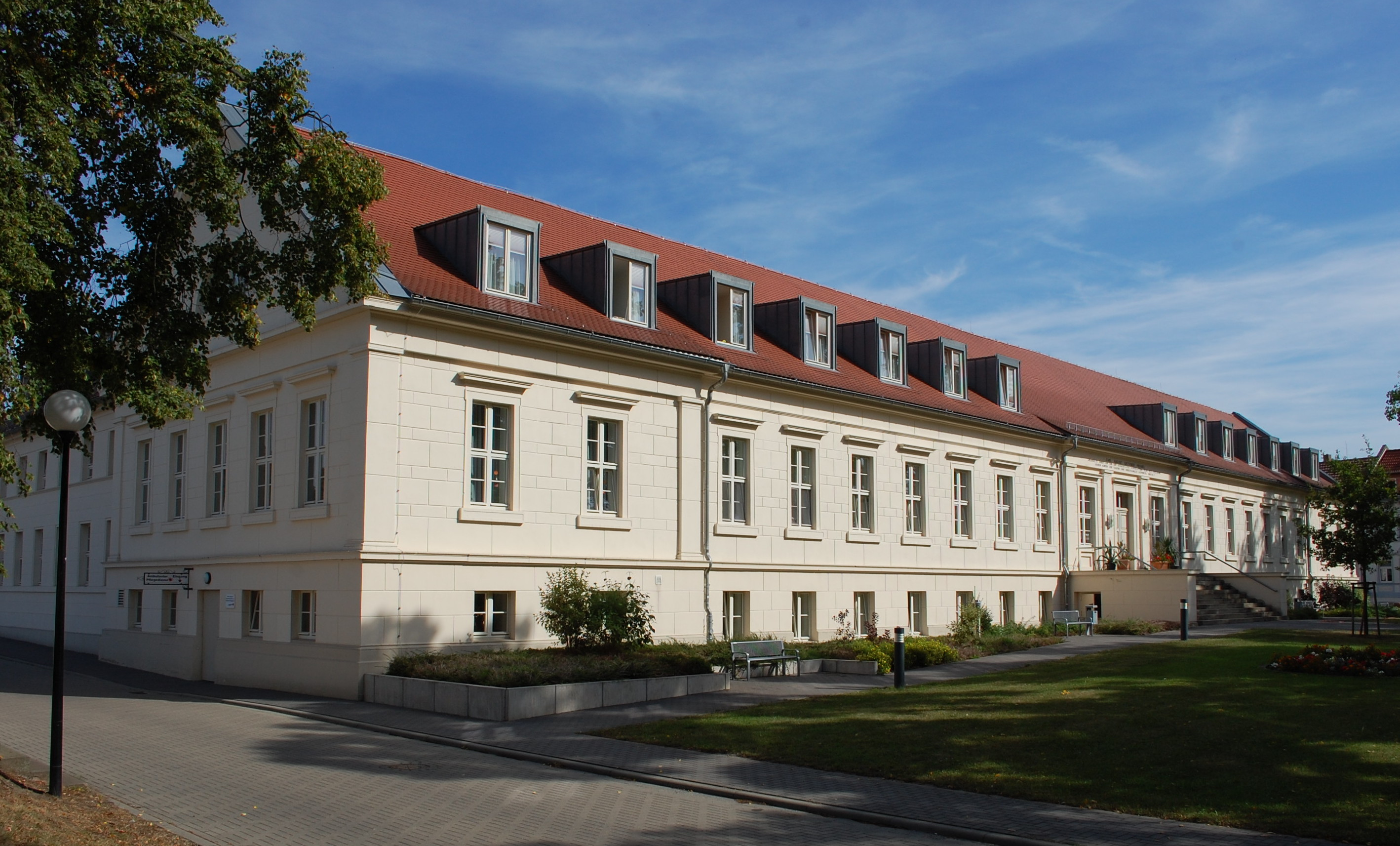
Pieschelsche Anstalt

Die Pieschelsche Anstalt ist ein denkmalgeschütztes Gebäude in Burg in Sachsen-Anhalt.
Das Bauwerk befindet sich an der Adresse Berliner Straße 42-45 östlich der Burger Innenstadt. Heute wird das ehemalige Waisenhaus als Seniorenzentrum genutzt.

## Architektur und Geschichte
Auf dem Gelände der Anstalt wurde bereits seit 1263 ein Hospital, das Johanneshospital, betrieben. 1830/31 ließ der Kaufmann Carl August Gottfried Pieschel, auf den der Name der Anstalt zurückgeht, das heutige Gebäude durch ein Vermächtnis als Waisenhaus errichten. Es entstand ein langgestreckter eingeschossiger Bau im Stil des Klassizismus. Das verputzte Gebäude ruht auf einem hohen Kellergeschoss. Das Waisenhaus wurde 1831 eröffnet und war bis 1922 in Betrieb.
In der Zeit der DDR war im Haus eine Schule untergebracht. Ab 1996 stand es teilweise und ab 1998 dann vollständig leer. Es erfolgte dann durch das Deutsche Rote Kreuz der Umbau zum Seniorenzentrum mit 14 Einzel- und 28 Doppelzimmern.